# Ceratizit Pro Cycling
El Ceratizit Pro Cycling (código UCI: CTC) es un equipo ciclista femenino de Alemania de categoría UCI Women's Continental Team, segunda categoría femenina del ciclismo en ruta a nivel mundial.

## Historia
En noviembre de 2019, el equipo anunció que Ceratizit Group se convertía en patrocinador y que a partir de 2020 pasaría a llamarse Ceratizit-WNT Pro Cycling.

## Material ciclista
El equipo utiliza bicicletas Orbea y componentes de Full Speed Ahead.

## Clasificaciones UCI
Las clasificaciones del equipo y de su ciclista más destacado son las siguientes:
| Temporada | Clasificación por equipos | Mejor corredora | Posición |
| 2017      | 27.º                      | Lydia Boylan    | 238.ª    |
| 2018      |                           | Bandera de ?    |          |

## Palmarés
Para años anteriores véase: Palmarés del Ceratizit Pro Cycling.

### Palmarés 2025

#### UCI WorldTour Femenino
| Fechas      | Carreras                      | Ganadora         |
| 17 de enero | 1.ª etapa del Tour Down Under | Daniek Hengeveld |

#### UCI ProSeries
| Fechas | Carreras | Ganadora |

#### Calendario UCI Femenino
| Fechas     | Carreras                          | Ganadora          |
| 5 de abril | 3.ª etapa del Tour de El Salvador | Sara Fiorin       |
| 6 de abril | Tour de El Salvador               | Elena Hartmann    |
| 9 de abril | Gran Premio Presidente            | Dilyxine Miermont |

#### Campeonatos nacionales
| Fechas      | Carreras                                    | Ganadora         |
| 25 de junio | Campeonato de Hungría Contrarreloj (CRI)    | Petra Zsankó     |
| 26 de junio | Campeonato de Afganistán Contrarreloj (CRI) | Fariba Hashimi   |
| 28 de junio | Campeonato de Afganistán en Ruta            | Fariba Hashimi   |
| 28 de junio | Campeonato de la República Checa en Ruta    | Kristýna Burlová |

## Plantillas
Para años anteriores, véase Plantillas del Ceratizit Pro Cycling

### Plantilla 2025
| Integrantes del equipo 2025          | Integrantes del equipo 2025 | Integrantes del equipo 2025         | Integrantes del equipo 2025 |
| Corredor                             | Fecha de nacimiento         | Equipo previo                       |                             |
| ------------------------------------ | --------------------------- | ----------------------------------- | --------------------------- |
| Sandra Alonso                        | 19 de agosto de 1998        | Bizkaia-Durango (2021)              |                             |
| Franziska Brauße                     | 20 de noviembre de 1998     |                                     |                             |
| Kristýna Burlová                     | 25 de marzo de 2002         | Team Dukla Praha (2024)             |                             |
| Mylène de Zoete                      | 3 de enero de 1999          | AG Insurance NXTG (2022)            |                             |
| Lana Eberle                          | 28 de noviembre de 2003     |                                     |                             |
| Sara Fiorin                          | 24 de septiembre de 2003    | UAE Development Team (2024)         |                             |
| Elena Hartmann (14 de mar–31 de dic) | 12 de diciembre de 1990     | Roland (2024)                       |                             |
| Fariba Hashimi                       | 22 de abril de 2003         | Centro Mundial de Ciclismo (2024)   |                             |
| Daniek Hengeveld                     | 17 de noviembre de 2002     | Team dsm-firmenich PostNL (2024)    |                             |
| Marta Jaskulska                      | 25 de marzo de 2000         | Liv Racing TeqFind (2023)           |                             |
| Célia Le Mouel                       | 20 de julio de 2000         | St Michel-Mavic-Auber 93 (2024)     |                             |
| Dilyxine Miermont                    | 16 de mayo de 2000          | St Michel-Mavic-Auber 93 (2024)     |                             |
| Sarah Van Dam                        | 4 de diciembre de 2001      | DNA Pro Cycling (2024)              |                             |
| Petra Zsanko                         | 18 de febrero de 2001       | RC ARBÖ-Tom Tailor-RBK-Wörgl (2024) |                             |
|                                      |                             |                                     |                             |
| Fuente: ProCyclingStats              |                             |                                     |                             |